# Carestia del Bengala del 1770
La carestia del Bengala del 1770 fu una carestia catastrofica che ebbe luogo tra il 1769 e il 1773 e colpì la parte meridionale della piana del Gange in India. Si suppone che abbia causato 10 milioni di morti, circa un terzo della popolazione dell'area colpita.

## Storia
La carestia colpì un territorio allora chiamato Bengala, che era governato dalla Compagnia Britannica delle Indie Orientali. Questo territorio oggi include il moderno Bengala Occidentale, il Bangladesh e parti dell'Assam, dell'Orissa, del Bihar e del Jharkhand. Dal XVI secolo al XVII il Bengala era stato una provincia dell'impero del Gran Mogol, governato da un Nawab. Il Nawab era diventato in effetti indipendente all'inizio del XVIII secolo, anche se formalmente dipendeva ancora dal Gran Mogol di Delhi.
Nel XVII secolo alla Compagnia Britannica delle Indie Occidentali era stato dato accesso alla città di Calcutta dall'imperatore Mogol Akbar; all'epoca la Compagnia aveva un'autorità che dipendeva dall'autorità del Gran Mogol. Durante il secolo successivo la Compagnia ottenne l'esclusiva commerciale per l'intera provincia e divenne quindi il potere dominante del Bengala. Nel 1757, nella battaglia di Plassey, i britannici sconfissero il Nawab Siraj ud-Dawla e ne saccheggiarono il tesoro. Riaffermarono il loro controllo militare sulla regione nel 1764 nella battaglia di Buxar. Nel trattato che seguì ottennero il titolo di Diwani, ossia il diritto di esigere tasse: la Compagnia ottenne così il governo del Bengala.

## La carestia
Si pensa che circa 10 milioni di persone perirono durante la carestia, approssimativamente un terzo della popolazione dell'area colpita. Le regioni più provate includono in particolare i moderni territori degli Stati indiani del Bihar e del Bengala Occidentale, ma la carestia colpì anche gli stati di Orissa e del Jharkand, e il moderno Bangladesh. Furono terribilmente colpiti i distretti del Birbhum e del Murshidabad in Bengala, nonché l'area del Tirhut e il distretto del Champaran nel Bihar.
Una parziale diminuzione nella resa dei raccolti, considerata come nulla fuori dell'ordinario, si ebbe nel 1768 e fu seguita da peggiori condizioni nel 1769. A settembre del 1769 colpì una grave siccità e rapporti di allarme cominciarono ad arrivare dai distretti rurali. Tutti furono ignorati dai funzionari della Compagnia.
All'inizio del 1770 la popolazione era ridotta all'inedia; per la metà dell'anno cominciarono le morti su larga scala. Ci furono addirittura rapporti di sopravvissuti che si cibavano dei cadaveri. Il vaiolo ed altre pestilenze, inoltre, richiesero il loro macabro contributo alla popolazione. Alla fine del 1770 delle buone piogge diedero luogo ad un buon raccolto, che contribuì ad alleviare la carestia, ma ulteriori cattivi raccolti negli anni seguenti continuarono a mietere vittime.
Il risultato della carestia fu che vaste aree si spopolarono e tornarono alla giungla per decenni, mentre i sopravvissuti migrarono in massa in cerca di cibo. Molte terre coltivate furono abbandonate: la maggior parte del Birbhum, ad esempio, tornò alla giungla e divenne impercorribile per i decenni successivi. A partire dal 1772 bande di banditi e di thug divennero parte stabile dei pericoli del Bengala, controllati soltanto con spedizioni punitive negli anni 1780.

## Responsabilità della Compagnia Inglese delle Indie Orientali
La responsabilità della carestia è spesso attribuita alle politiche della Compagnia Inglese delle Indie Orientali nella regione. Come entità commerciale il suo principale scopo era quello di massimizzare il profitto e sfruttò al massimo i diritti di esigere tasse dal Bengala attraverso tasse fondiarie e sulle tariffe commerciali: non appena ottenne il controllo aumentò le tasse di tre o quattro volte, raggiungendo il 50% del valore dei beni prodotti dall'agricoltura. Nei primi anni del governo della Compagnia il gettito totale delle tasse fondiarie raddoppiò e il flusso di denaro per la maggior parte andò al di fuori del paese. Mentre la carestia si avvicinava al suo apice, nell'aprile 1770, la Compagnia annunciò che le tasse fondiarie per gli anni successivi sarebbero state incrementate del 10%.
La Compagnia è anche criticata per aver proibito ciò che considerava "accaparramento" del riso. Ciò avrebbe consentito ai commercianti e ai rivenditori di creare delle scorte che avrebbero permesso di rifornire la popolazione nei periodi di magra.
Al tempo della carestia la Compagnia e i suoi agenti avevano stabilito un monopolio sul commercio di cereali; nessun piano era stato previsto per garantirsi dallo scarseggiare del grano e delle azioni correttive venivano intraprese soltanto se esse colpivano la classe mercantile e quella dei commercianti. Il gettito proveniente dalla terra si ridusse del 14% nel 1770, ma tornò rapidamente ai livelli precedenti. Secondo John McLane, il primo governatore generale dell'India britannica, Warren Hastings, ammise di raccogliere "con la violenza" le tasse dopo il 1771: il flusso finanziario della Compagnia era più alto nel 1771 di quanto lo sarebbe stato dopo qualche anno . Globalmente il profitto crebbe da 15 milioni di rupie nel 1765 a 30 milioni di rupie nel 1777, anche perché gli artigiani locali erano obbligati a vendere i loro servizi alla Compagnia con paga fissa fissata dai britannici, mentre il peso delle tasse veniva incrementato.